# Macroteleia longissima
Macroteleia longissima är en stekelart som beskrevs av Jean Risbec 1950. Macroteleia longissima ingår i släktet Macroteleia och familjen Scelionidae. Inga underarter finns listade i Catalogue of Life.